# حمله ازبک‌ها به خراسان (۱۵۸۸–۱۵۸۷)
در سال ۱۵۸۷ شهر مشهد در محاصره عبدالله خان ازبک قرار گرفت، به دلیل اینکه از سوی مردم به سوی شاه ازبک تیری شلیک شد خشمگین گردید و امر به قتل عام مردم مشهد داد به طوری که در آرامگاه علی بن موسی رضا خونین شد.
سال بعد عبدالمؤمن خان ازبک با سپاهش به مشهد یورش برد، مردم به حرم پناهنده شدند. عبدالمؤمن خان و دین محمد سلطان به اتفاق دسته ای از جنجگویان خود وارد آرامگاه شدند و پناهندگان را قتل عام نمودند. آنان زایران را از داخل حرم بیرون می‌راندند و می‌کشتند. 
سرانجام عبدالمؤمن دستور داد، قندیل‌های مرصع طلا و نقره و شمعدان‌ها و نیز میل طلای بالای گنبد و بسیاری از ظرف‌ها و فرش‌ها و کتاب‌های کتابخانه آستانه مبارکه را به غارت بردند و زنان و کودکان را که اسیر شده بودند به ماوراءالنهر فرستادند.